# Prostitución masculina

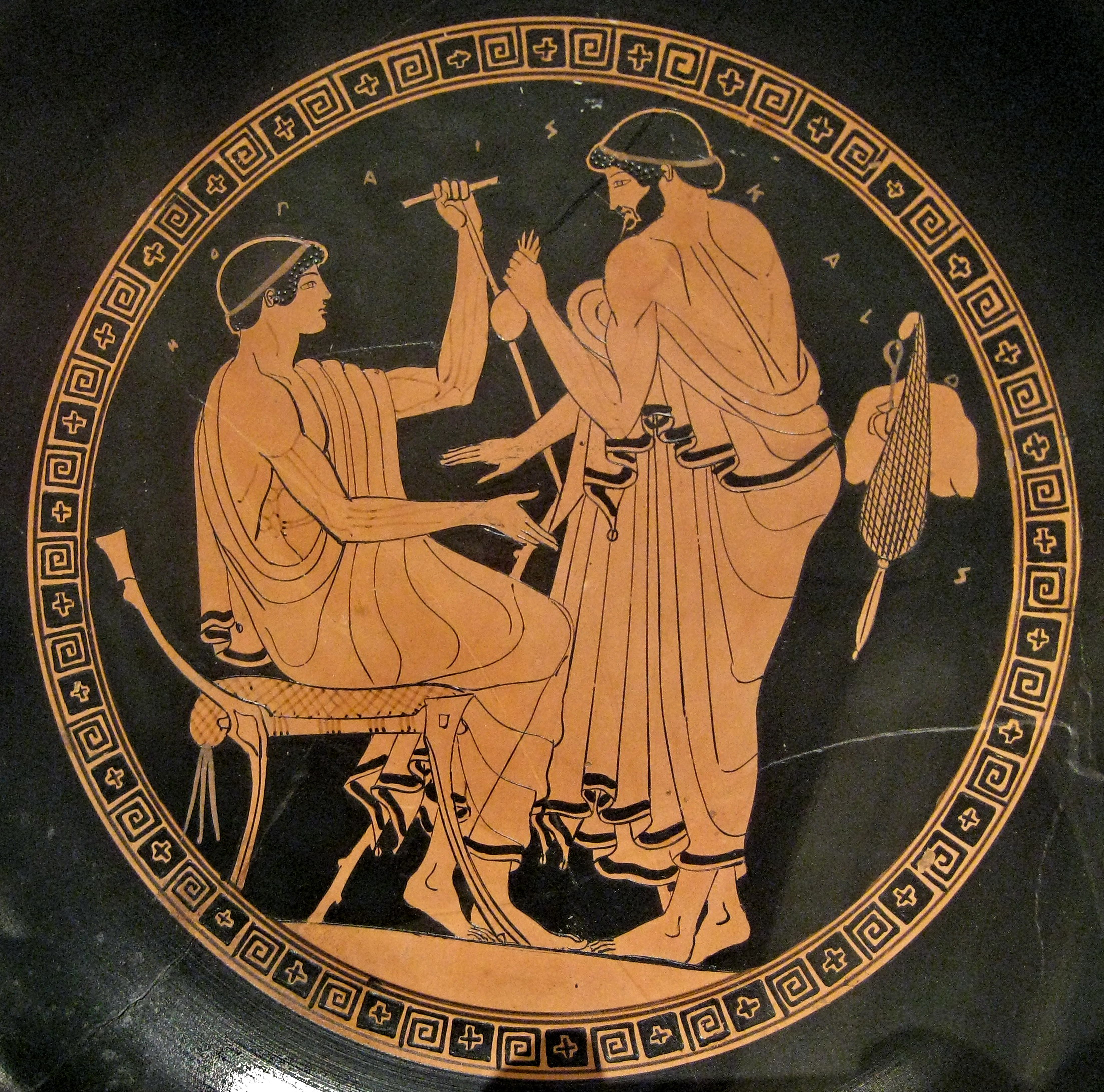
Un hombre solicita sexo de un joven por unas monedas, según esta figura griega del exhibida en el Museo Metropolitano de Nueva York.

La prostitución masculina es una forma de la prostitución que se refiere a varones que prestan servicios sexuales tanto a mujeres como a otros varones. En diferentes culturas e idiomas, este fruto social tiene diferentes nombres populares, como el gigoló (si el hombre busca solo clientes femeninos) y chapero o taxiboy (si busca clientes de su mismo sexo), entre otros. El término prostituto, al contrario de su contraparte femenina prostituta, es mucho menos usual. Los prostitutos que ofrecen servicios a clientes de su mismo sexo pueden considerarse a sí mismos heterosexuales o bisexuales, pues muchos de ellos mantienen relaciones heterosexuales aparte de su trabajo de prostitución e incluso muchos de ellos están casados con mujeres.
En comparación con la prostitución femenina, la masculina ha sido menos estudiada. Algunos investigadores concluyen que ambos casos tienen diferencias y comportamientos notables.
Si bien la prostitución masculina tiene muchas referencias históricas desde el mundo antiguo, como la prostitución masculina en Grecia, en la actualidad esta se ha venido relacionando especialmente con el llamado turismo sexual.

## Términos
Debido a que el tema ha sido un tabú en el mundo hispanohablante, muchos de los términos para referirse a los hombres que ejercen este oficio en diferentes países iberoamericanos han sido tomados de otros idiomas, por ejemplo, «gigoló» del italiano y «taxiboy» del inglés.
El término «taxiboy» se refiere a un varón que se para en determinada calle o parque a esperar clientes en coche que lo abordan y contratan los servicios. En las grandes ciudades dichos lugares son identificados por los clientes potenciales, quienes reconocen en las maneras de vestir y las actitudes al «taxiboy». El término «rentboy» viene del hecho que el hombre «alquila su cuerpo», pero dicho término es menos conocido en países hispánicos.
El término escort se ha popularizado en los anuncios de prostitución en Internet. La palabra gigoló se refiere exclusivamente a prostitutos que prestan sus servicios a mujeres.

## Prostitución masculina en las culturas

### Antigüedad
La mayoría de las civilizaciones antiguas presentan evidencias de prostitución masculina. La práctica de vender favores sexuales por parte de varones o mujeres en el mundo antiguo está atestiguada por la Biblia, especialmente en el Antiguo Testamento. Los prostitutos de la Antigua Grecia eran por lo general esclavos, debido a que quien se dedicaba a la prostitución perdía sus derechos civiles y políticos. Tanto la antigua Grecia como el Imperio romano vieron la existencia de burdeles de prostitución masculina. En la Edad Media del mundo Islámico, ejercer como prostituto era visto como cosa de personas de rango social inferior como muchachos y esclavos, mientras que quienes frecuentaban burdeles de prostitutos eran considerados pecadores y por lo tanto dicha práctica no era tolerada.

### Estados Unidos
Evidencias históricas muestran prácticas de prostitución masculina durante el siglo XVII en lo que hoy es el territorio de los Estados Unidos. Con el crecimiento urbano y el avance de las comunidades homosexuales durante el siglo XIX, la prostitución masculina comenzó a ser más aparente y esta incluía los baños públicos, los burdeles (por ejemplo, el Paresis Hall, en el distrito Bowery, de Nueva York) y los bares de prostitución masculina, en donde se solicitaban servicios sexuales a los hombres que vendían licor, quienes recibían por ello comisiones.

### Asia
En Asia, la prostitución masculina también ha estado presente: en Turquía, y en algunas áreas del Asia Central, varones adolescentes de entre 12 y 16 años realizaban danzas eróticas y sugestivas, y estaban dispuestos a prestar servicios sexuales. En India, los jisras pueden destinarse a la prostitución. En China, mujeres casadas buscan «patos», es decir, jóvenes prostitutos para tener relaciones sexuales.[cita requerida]

### España
En España, la prostitución masculina es considerada invisible. Un estudio de la Fundación Triángulo, de Madrid, reveló en el 2009 que el 87 % de prostitutos detectados en el país europeo son inmigrantes, y que la mayoría son inmigrantes ilegales. Sin embargo, otro estudio realizado en el 2003 por la Asociación Stop Sida y la Secretaría del Plan Nacional sobre el Sida, concluyeron que sólo el 17,1 % de los prostitutos en España son extranjeros.
Desde el año 2016 el número de prostitución masculina ha incrementado en España en más de un 60 %. El perfil de estos nuevos profesionales suele ser de personas en paro, con pocos recursos económicos y mayoritariamente homosexuales, que es el tipo de prostitución masculina más habitual en España. 

### Latinoamérica
En Latinoamérica el tema ha sido menos estudiado y está oculto, pero también se presenta. Se ha hecho evidente con el creciente desarrollo del turismo, especialmente del tipo sexual. En Cuba, los jóvenes buscan turistas y son conocidos como «jineteros», mientras que en los otros países del Mar Caribe, los prostitutos buscan clientes en las playas y en ciudades conocidas como destinos sexuales (por ejemplo, Sosúa, República Dominicana). En las grandes ciudades latinoamericanas, como Ciudad de Panamá, Asunción, Buenos Aires, Lima, São Paulo, Santiago, San José, Quito, Montevideo y, especialmente, en la Ciudad de México, ciertos lugares, como las llamadas «zonas rojas» o «zonas de tolerancia», las calles y los parques son lugares preferidos para los «taxiboys» a la manera en que esto se practica en Europa o en Asia. Por otra parte, el Internet ha desempeñado un papel determinante en el mundo de la prostitución masculina, y ha reducido el número de prostitutos en las calles. Según el antropólogo Camilo Ernesto Morales Cruz, de la Universidad Nacional de Colombia, la prostitución masculina en las culturas latinoamericanas es invisible para la sociedad:

(...) porque su ejercicio vulnera el ideal de lo masculino. Los sujetos que intervienen son considerados liminales: los trabajadores son discriminados por su profesión, que es catalogada como despreciable y va en contra de la dignidad humana y, a su vez, discriminados por sus prácticas sexuales «antinaturales» y «pervertidas».

## Prostitución masculina en la actualidad
La prostitución masculina es muy variada y difiere en mucho de la prostitución femenina. Muchos varones ejercen la prostitución por necesidad, pero en cuanto adquieren un empleo estable, la abandonan naturalmente, aunque no en todos los casos. Otros de clases pudientes, especialmente adolescentes, la ejercen por obtener dinero alternativo, pero en edad más adulta la abandonan, aunque no en todos los casos.

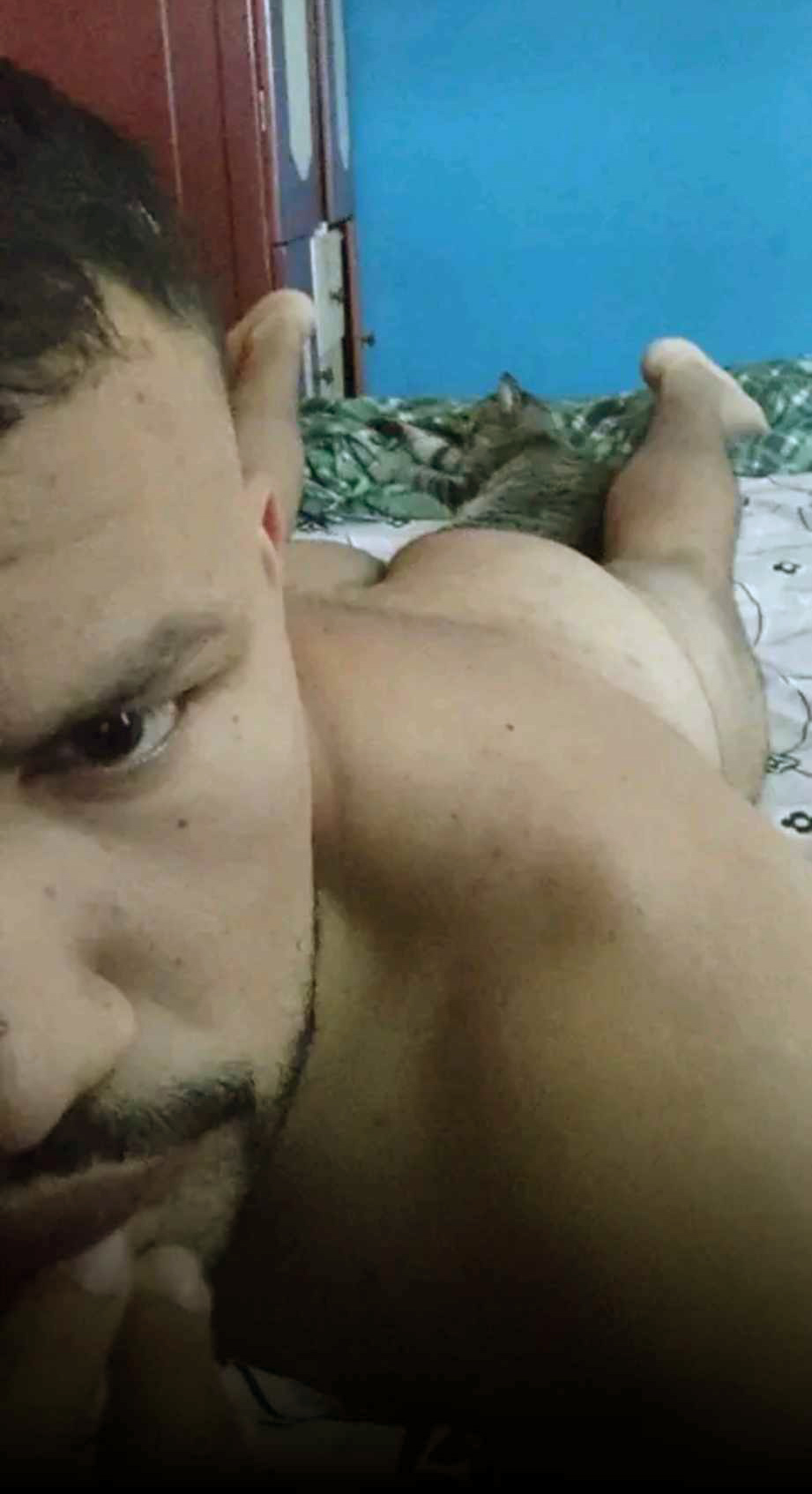
Es común llamar «prepago» en Colombia a los prostitutos que se le paga antes de que presten su servicio sexual.

Clientes y prostitutos se encuentran en numerosas formas. Muchos de los términos con los que se refieren a los prostitutos nacen de las maneras en los que estos son contactados o los lugares en donde estos se encuentran. Por ejemplo, en Colombia, un «prepago» es un prostituto al que se le paga antes de que este preste su servicio sexual. En Cuba, un «jinetero» es uno que «cabalga al turista». Estos nombres pueden tener su contraparte en la prostitución femenina. Un «gogoboy» es un prostituto que atrae clientes en espectáculos de danzas eróticas y estriptis. Internet ha contribuido a la internacionalización de ciertos nombres de origen anglosajón como «rentboys» y «escorts». Los masajistas también han tenido una relación con la prostitución masculina, especialmente en Asia.
La prostitución masculina puede ser ejercida de manera solitaria, en grupos o asociados a empresas de prostitución. La primera tiene mayores riesgos, tanto para el prostituto como para el cliente, mientras asociarse conlleva mayores garantías para ambas partes.

## Problema legal
En algunos países del mundo, por ejemplo en Australia, los burdeles de prostitución, sean masculinos o femeninos, son legales, con excepción del Estado de Tasmania, mientras que la prostitución en las calles está prohibida. En otros países como Estados Unidos, los burdeles son técnicamente ilegales (excepto en Nevada), pero la mayoría de las ciudades no ponen en práctica la prohibición de la ley evitando así que los trabajadores sexuales sean arrestados por su actividad desde que no se involucren en evidente prostitución callejera. En este país, el término «servicio de escorts» es en realidad un eufemismo para prostitución y la mayoría de los prostitutos aseguran que hacen su trabajo por cuestión de tiempo y no en búsqueda de sexo, que este resulta de manera espontánea y consensual y que ellos «no son prostitutos».
Otra de las preocupaciones legales de la prostitución masculina es la del abuso infantil. Dado que los prostitutos más deseados son menores de edad, proxenetas y clientes intentan buscar prostitutos de edades inferiores a 18 años o incluso inducir a menores de edad a la prostitución por medio de dádivas. Según estudios de la UNICEF para el año 2000, en México se estimaba que alrededor de 30 mil menores de edad estaban dedicados a la prostitución y siendo víctimas de abuso infantil.
Sin embargo, a diferencia de la prostitución femenina, la masculina incurre mucho menos en el fenómeno del tráfico de personas y de prostitución forzada, aunque varones menores de edad —e incluso mayores de edad— son susceptibles de caer en dichas redes. La prostitución de menores de edad es intolerable por los sistemas judiciales de todos los países del mundo. Como los menores de edad tienden a ser más deseables, muchos prostitutos jóvenes intentan dar un aspecto infantil para atraer clientes, pero ellos mismos y las agencias a las que pertenecen deben demostrar que están en edad legal ante cualquier autoridad que lo requiera. De otro lado, la prostitución en todas sus formas es una de las principales raíces de la pornografía infantil en la cual proxenetas o abusadores pagan dinero o incluso incurren a amenazas para que menores de edad posen desnudos.

## Estigma
La disparidad de edad entre el prostituto y su cliente, así como la diferencia de su clase social y económica, es fuente de criticismo social. En un estudio realizado en Dinamarca en 2003 con jóvenes dedicados a la prostitución, la mayoría veía su actividad como negativa y que hacían todo lo posible para ocultarla, lo que los lleva a vivir una doble vida y a crear cada vez más distancia con las personas cercanas (amigos y parientes). El aislamiento y el sufrimiento de no poder compartir sus experiencias como prostituto crean problemas afectivos. Muchos de los prostitutos en el estudio describieron que veían a sus clientes como meras relaciones sociales, mientras otros hablaron de ellos como figuras paternales.
Este estigma también incluye otro tipo de relaciones amorosas que incluye una forma más sutil de prostitución o «casi» prostitución: se trata de la relación entre una persona muy madura y un jovencito. Esta disparidad en la edad recibe por lo general duras críticas del entorno social, tanto para el prostituto, como para el cliente.

## Cultura
La prostitución masculina ha sido ampliamente explotada por la literatura, el cine y el arte.
La novela del escritor colombiano Fernando Vallejo, La Virgen de los sicarios representa un caso de prostitución masculina latinoamericana fuertemente relacionada con el mundo del crimen en los bajos mundos de las grandes ciudades.
La obra del tailandés Chai Pinit con redacción del escritor fantasma Soshan Itsarachon, Bangkok Boy, A Stolen Childhood (Muchacho de Bangkok, una niñez robada), es la autobiografía de cómo un niño campesino que sufre abusos de uno de sus profesores en la escuela termina involucrado en drogas, alcoholismo y prostitución en las calles de Bangkok y Pattaya.
En fotografía, Alvin Baltrop retrató el mundo marginal del West Side neoyorquino de mediados de la década de 1970, sobre todo el ambiente de la prostitución masculina y del tráfico y consumo de drogas. Otros artistas también han utilizado a chaperos como modelos, como el estadounidense Jack Pierson.
El grupo argentino Virus en su canción Sin disfraz hace referencia a un taxi boy.
El grupo argentino Los Piojos tiene una canción llamada "Taxi Boy" en su álbum de 1996, 3er arco.

## Estudios
El tema de la prostitución masculina ha sido objeto de estudio de teóricas feministas como Justin Gaffney y Kate Beverley. Según sus investigaciones con prostitutos y comparando con la posición subordinada de la mujer en sociedades patriarcales, la experiencia de la población de prostitutos es «oculta» y, como las mujeres, ocupan un lugar subordinado en sociedad.
En contraste, teoristas sociales de la teoría crítica post-estructural como Douglas Langston, concluyen que a diferencia de las prostitutas, los trabajadores sexuales tienen una construcción social mucho menos sumisa que la de sus colegas femeninas y que, según sus propias entrevistas con prostitutos para su estudio, la actitud de estos hacia las mujeres es misoginia. Langston dice que la prostitución masculina no es sumisa y que, igual que la erótica masculina y la fetichización de la dominación patriarcal, la prostitución masculina busca la dominación sexual de la mujer.